# 棉毛飞蓬
棉毛飞蓬（学名：Erigeron lanuginosus）是菊科飞蓬属的植物，是中国的特有植物。分布于中国大陆的西藏等地，生长于海拔3,200米至4,200米的地区，多生长在山坡草地，目前尚未由人工引种栽培。